# 杨梧
杨梧（1956年—），浙江宁波人，汉族，中华人民共和国政治人物、第十二届全国人民代表大会浙江地区代表。
毕业于浙江大学机械系专业。2013年，被选为全国人大代表。